# Kirchwerder-Howe

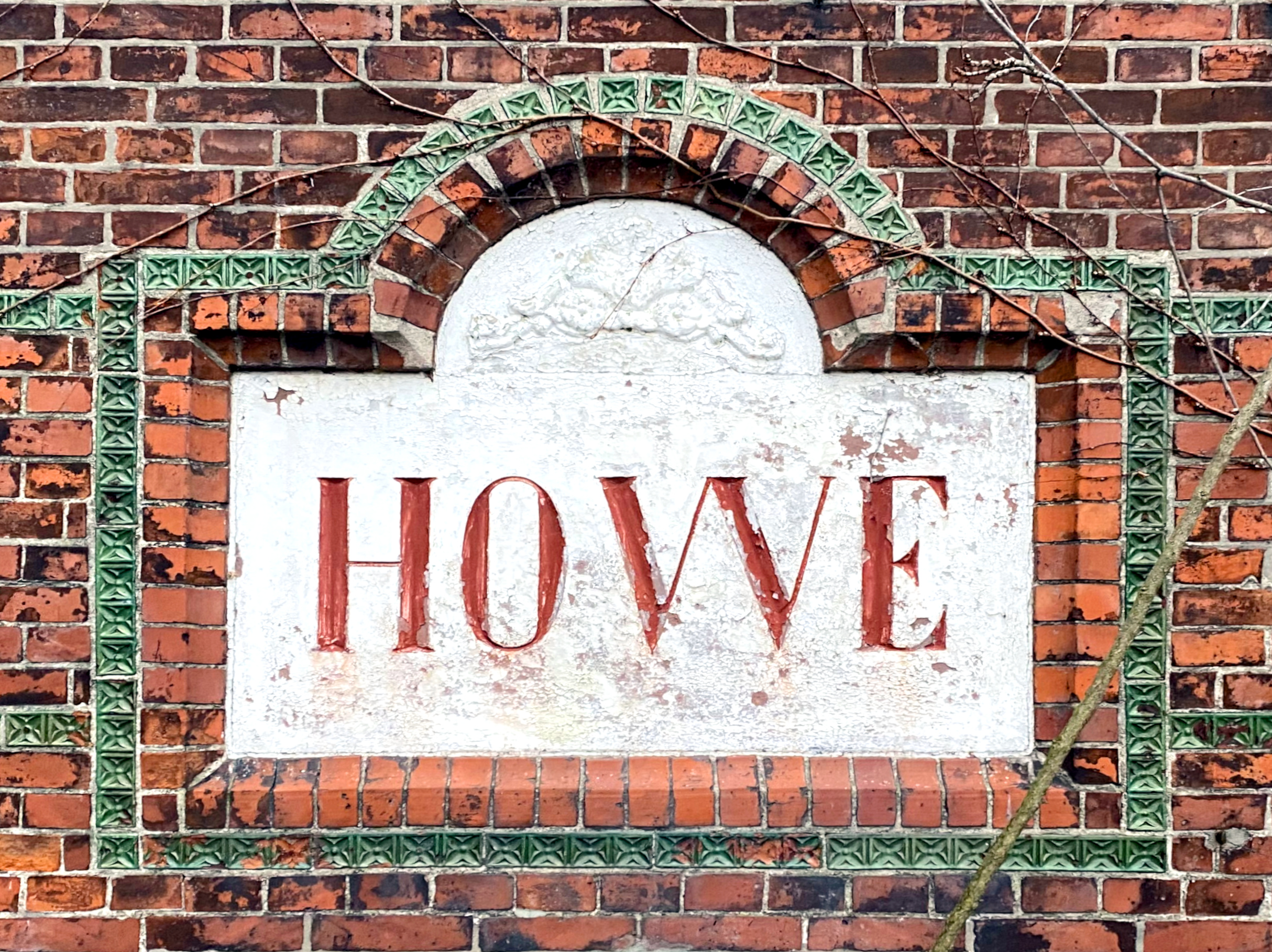
Inschrift „Howe“ an der ehemaligen Schule Kirchwerder-Howe

Kirchwerder-Howe (kurz Howe, historisch Hove) ist ein Ortsteil in Hamburg, gelegen am südwestlichen Rand des Stadtteils Kirchwerder am rechten Elbufer. Damit ist Howe Teil der Vierlande.

## Lage und Infrastruktur
Elbaufwärts von Howe befindet sich Zollenspieker, elbabwärts Wraust und Warwisch. Am gegenüberliegenden Ufer der Elbe ist das niedersächsische Fliegenberg. An der Elbe wird Howe durch den Hower Hauptdeich geschützt. Ins Innere der Vierlande führt der Kirchwerder Landweg. Eine weitere Straße, die durch Howe führt, ist der Süderquerweg. Am Kirchwerder Landweg liegt der zwischen 1976 und 1987 durch Auskiesung entstandene Hower See, umgeben vom Naturschutzgebiet Kirchwerder Wiesen.
Für die Wahl zur Hamburgischen Bürgerschaft und der Bezirksversammlung gehört Howe zum Wahlkreis Bergedorf. Howe liegt in den statistischen Gebieten 80001 und 80003, deren Grenze der Kirchwerder Landweg bildet.

## Geschichte und bekannte Einwohner
Im Februar 1861 brach bei Howe der Deich, da die Eisschollen auf der Elbe sich aufstauten und dem Wasser den Weg versperrten. Durch das einbrechende Wasser wurde nicht nur Kirchenwerder überschwemmt, sondern nach Übertritt über den Durchdeich auch Teile von Ochsenwerder. In 200 der überschwemmten Häuser blieb das Wasser mindestens 6 Tage stehen. Todesopfer gab es nicht, da der Eisgang auf der Elbe ständig beobachtet wurde und die rechtzeitig gewarnten Dorfbewohner  auf die Dachböden ihrer Häuser flüchten konnten. An der Durchbruchstelle befindet sich heute noch eine Brack. 1888 wurden auf der Elbe die ersten Eisbrecher (siehe Elbe) eingesetzt, so dass die durch Eisstau bedingten Überschwemmungen der Vergangenheit angehörten.
Die Schule Kirchwerder-Howe wurde 1884 eröffnet. 1938 war die Schule Kirchwerder-Howe noch eine von fünf selbstständigen Schulen für Jungen und Mädchen (in Koedukation), die später zur Schule Kirchwerder zusammengefügt wurden. Seit 1976 wird das denkmalgeschützte Gebäude am Kirchwerder Elbdeich 276 von einem Jugendzentrum genutzt.
Johann Heinrich Dräger (1847–1917) und Bernhard Dräger (1870–1928) stammen aus Howe.